# René Grousset

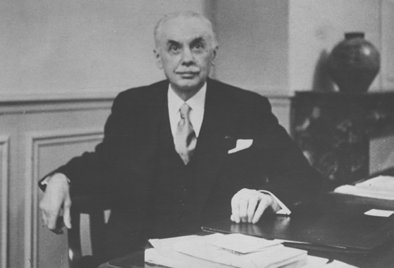
René Grousset

René Grousset (Aubais, 5 september 1885 - Parijs, 12 september 1952) was een Frans historicus, oriëntalist, kunsthistoricus en conservator van kunsthistorische musea. Hij schreef verscheidene referentiewerken over de Aziatische en Oosterse beschavingen en was lid van de Académie française.

## Leven en werk
Grousset studeerde geschiedenis aan de Universiteit van Montpellier. In 1912 begon hij zijn carrière bij de administratieve dienst van de afdeling Burgerlijke gebouwen van het Ministerie van Schone Kunsten. Hij vocht mee bij de infanterie tijdens de Eerste Wereldoorlog en liep hierbij in 1915 verwondingen op. Tijdens het verdere verloop van de oorlog was hij in dienst als brancardier.

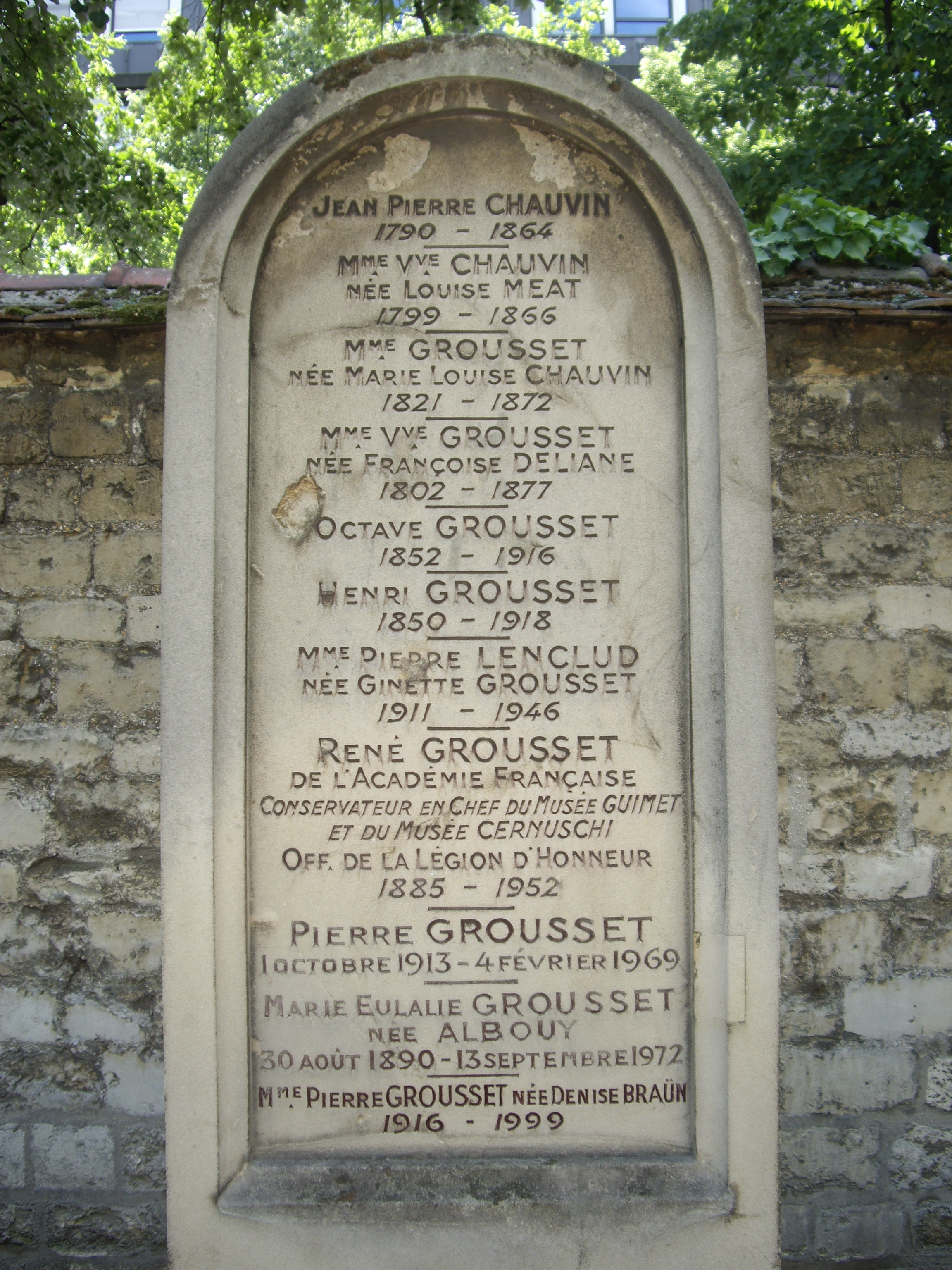
Graf René Grousset op de Cimetière du Montparnasse.

In 1925 werd hij benoemd tot adjunct-conservator aan het Parijse Musée Guimet voor Aziatische kunst. In 1928 werd hij eveneens benoemd tot docent aan de École du Louvre waar hij de Indiakunde onderwees. Het jaar nadien werd hij conservator van het Musée Guimet en in 1933 werd hij benoemd tot directeur en conservator van het Musée Cernuschi, dat gespecialiseerd is in de kunst uit het Verre Oosten. Hij verrijkte het museum met een belangrijke archeologische collectie van Vietnamese kunst uit de bronstijd waarbij hij samenwerkte met de Zweedse archeoloog Olov Janse. In 1941 werd hij benoemd tot docent aan het École nationale des langues orientales vivantes. Na de reorganisatie van de Franse musea in 1944 was hij zowel conservator van het Musée Guimet als van het Musée Cernuschi. Hij bleef beide functies combineren tot aan zijn dood.
Van 1935 tot 1946 was hij hoofdredacteur van het tijdschrift Journal asiatique. Verder was hij lid van de nationale museumraad. In 1946 werd hij toegelaten tot de Académie française. Hij was eveneens lid van de Franse Académie des sciences morales et politiques en de Académie des sciences d'outre-mer.
Zijn belangrijkste werken schreef hij voor het uitbreken van de Tweede Wereldoorlog: Histoire des Croisades, over de geschiedenis van de kruistochten (1934–1936) en L’Empire des Steppes, over de geschiedenis van de Aziatische keizerrijken (1939). Deze werken gelden als referentiewerken en na zijn dood volgden er regelmatig herdrukken. Tijdens de oorlog deed hij privé-onderzoek en publiceerde drie werken over China en de Mongolen. Na de bevrijding publiceerde hij nog een aantal werken die zich vooral concentreerden op Klein-Azië en het Nabije Oosten. 
Grousset stierf op 67-jarige leeftijd en ligt begraven op de Cimetière du Montparnasse van de Franse hoofdstad. Zijn omvangrijke bibliotheek schonk hij aan het Musée Cernuschi.

## Publicaties (selectie)
- Histoire de l’Asie, 1921-1922 (drie delen)
- Histoire de la philosophie orientale. Inde, Chine, Japon, 1923
- Le Réveil de l’Asie. L’impérialisme britannique et la révolte des peuples, 1924
- Histoire de l’Extrême-Orient, 1929
- Sur les traces du Bouddha, 1929 (eveneens vertaald in het Engels)
- Les Civilisations de l’Orient, 1929-1930
- S. M. Nâdir Shâh, 1930
- Philosophies indiennes, 1931
- Histoire des Croisades et du Royaume Franc de Jérusalem, 1934-1936, (drie delen, heruitgegeven in 1991)
- L’Empire des steppes, 1939 (eveneens vertaald in het Engels)
- L’Épopée des Croisades, 1939
- L’Empire mongol, 1941
- Histoire de la Chine, 1942
- Le Conquérant du monde, 1944 (over Dzjengis Khan)
- Bilan de l’Histoire, 1946
- Histoire de l’Arménie des origines à 1071, 1947
- L’Empire du Levant, 1949
- Figures de Proue, 1949
- La Chine et son art, 1951
- L'Homme et son histoire, 1954 (postuum)